# Монтгомері (округ, Техас)
30°18′ пн. ш. 95°30′ зх. д. / 30.3° пн. ш. 95.5° зх. д.
Округ Монтгомері (англ. Montgomery County) — округ (графство) у штаті  Техас, США. Ідентифікатор округу 48339.

## Історія
Округ утворений 1837 року.

## Демографія
За даними перепису 2000 року загальне населення округу становило 293768 осіб, зокрема міського населення було 187471, а сільського — 106297. Серед мешканців округу чоловіків було 145713, а жінок — 148055. В окрузі було 103296 домогосподарств, 80175 родин, які мешкали в 112770 будинках. Середній розмір родини становив 3,21.
Віковий розподіл населення поданий у таблиці:
| Стать    | До 15 років | 15-21 | 22-29 | 30-39 | 40-49 | 50-65 | 65-85 | Понад 85 |
| -------- | ----------- | ----- | ----- | ----- | ----- | ----- | ----- | -------- |
| Чоловіки | 37090       | 14922 | 13809 | 22333 | 24272 | 22441 | 10221 | 625      |
| Жінки    | 34970       | 13773 | 14188 | 23205 | 24598 | 22619 | 13003 | 1699     |

## Суміжні округи
- Вокер — північ
- Сан-Джесінто — північний схід
- Ліберті — схід
- Гарріс — південь
- Воллер — захід
- Граймс — північний захід

## Виноски
1. ↑  http://www.tshaonline.org/handbook/online/articles/hcm17
2. ↑  U.S. Decennial Census. United States Census Bureau. Архів оригіналу за 19 липня 2018. Процитовано 4 травня 2015.
3. ↑  Texas Almanac: Population History of Counties from 1850–2010 (PDF). Texas Almanac. Архів оригіналу (PDF) за 19 квітня 2015. Процитовано 4 травня 2015.
4. ↑  State & County QuickFacts. United States Census Bureau. Архів оригіналу за 24 червня 2011. Процитовано 22 грудня 2013.(англ.) Наведено за англійською вікіпедією.
5. ↑  American FactFinder. Бюро перепису населення США. Архів оригіналу за 26 лютого 2012. Процитовано 31 січня 2008.

| США | Це незавершена стаття з географії США. Ви можете допомогти проєкту, виправивши або дописавши її. |